# Duits braille
Duits braille is het alfabet voor het braille in het Duits.
Het is een van de oudere braillealfabetten. Ervoor had het Franse braillesysteem zich in grote mate gevestigd en gediend als leidraad voor het unified international braille, dat de wereldstandaard voor braille werd. Het Duitse braille heeft daaruit niettemin slecht de 26 standaardletters overgenomen en er verder grotendeels een eigen set aan karakters toegevoegd.

## Letters
De letters, gesorteerd per tiental in alfanumerieke volgorde, zijn als volgt:
| a  | b  | c  | d  | e   | f | g | h | i | j  |
| k  | l  | m  | n  | o   | p | q | r | s | t  |
| u  | v  | x  | y  | z   | & | % | — | ß | st |
| au | eu | ei | ch | sch | — | — | ü | ö | w  |
| äu | ä  | ie | #  | $   |   |   |   |   |    |